# Hamantash

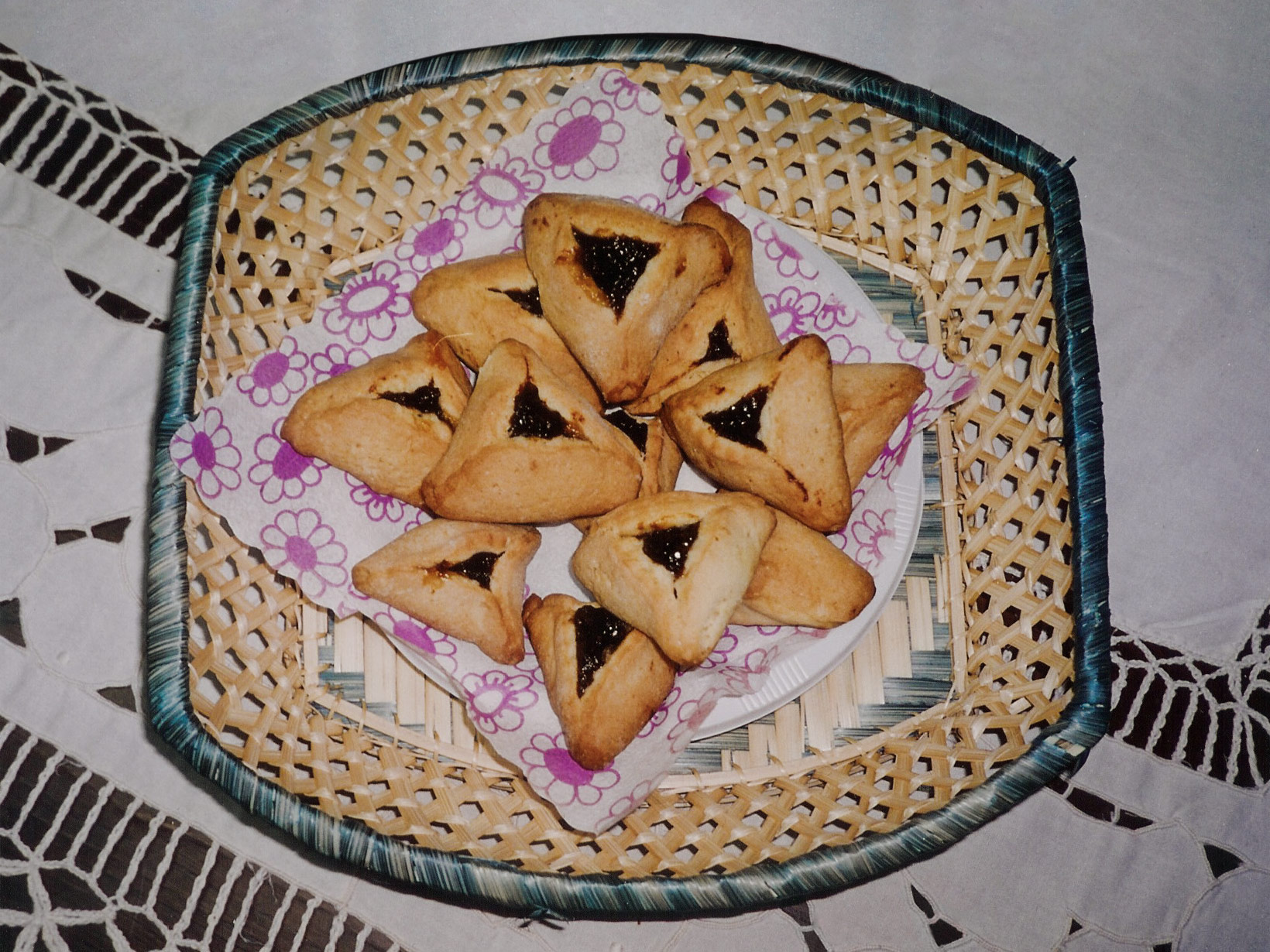
Hamantashen caseros.

El hamantash (transcrito también hamantasch, hamentasch, homentash, homentasch, (h)umentash, plural con -en o -n —a veces el singular también se escribe con este sufijo—; yidis המן־טאַש, o en hebreo Oznei Hamán - orejas de Hamán) es un dulce de la gastronomía judía asquenazí, reconocible por su forma con tres picos, que se obtiene doblando los lados de un trozo circular de masa con un relleno puesto en su centro. Se toma tradicionalmente durante la fiesta judía de Purim. Los hamantaschen se hacen con muchos rellenos diferentes, incluyendo ciruelas, frutos secos, semillas de amapola, dátiles, albaricoque, manzana, mermelada, cereza, chocolate, dulce de leche, halva o incluso caramelo o queso. Existen variantes con masa dura y blanda.